# Albert von Oppenheim

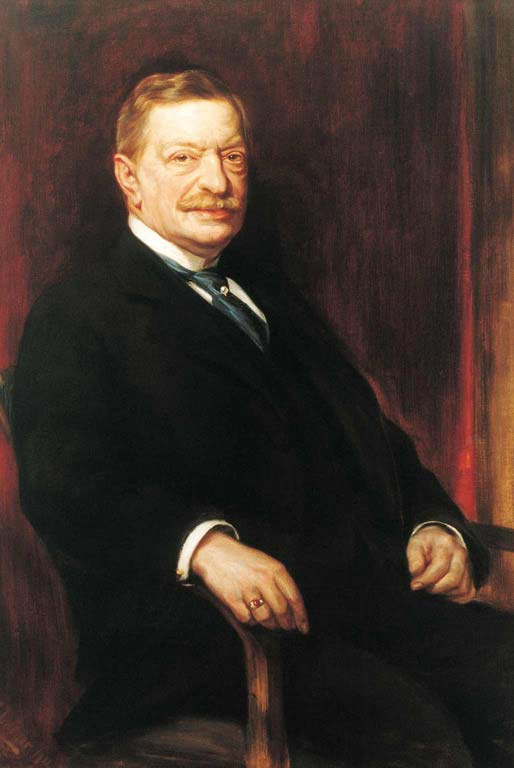

Albert Moritz Philipp Freiherr von Oppenheim (* 13. November 1834 in Köln; † 23. Juni 1912 in Hamburg) war Mitinhaber des Bankhauses Sal. Oppenheim und bedeutender Kunstsammler.

## Leben
Er war Sohn des Bankiers Simon Oppenheim und der Henriette Obermayer. Seine Geschwister waren Eduard von Oppenheim, Henry Oppenheim und Emma von Oppenheim.
Im Gegensatz zu seinem Vater trat Albert 1858, wie sein älterer Bruder Eduard, vom jüdischen zum christlichen Glauben über. Dies ermöglichte ihm die Einheirat in eine bedeutende Kölner Familie. Er war verheiratet mit Paula Engels (1837–1919). Er war unter anderem Vater von Max von Oppenheim und Emil von Oppenheim. 1867 wurde die Familie Oppenheim geadelt.
Zwischen 1880 und 1904 war er neben Eduard von Oppenheim Teilhaber und Inhaber des Bankhauses der Familie. Er hatte auch verschiedene Aufsichtsratsmandate inne. So war er Vorsitzender des Aufsichtsrats der Westfälischen Union und der Phoenix AG für Bergbau und Hüttenbetrieb. Sein Vermögen wird für 1912 auf 25 Millionen Mark geschätzt. Er war auch Mitglied im Zentralausschuss der Reichsbank.

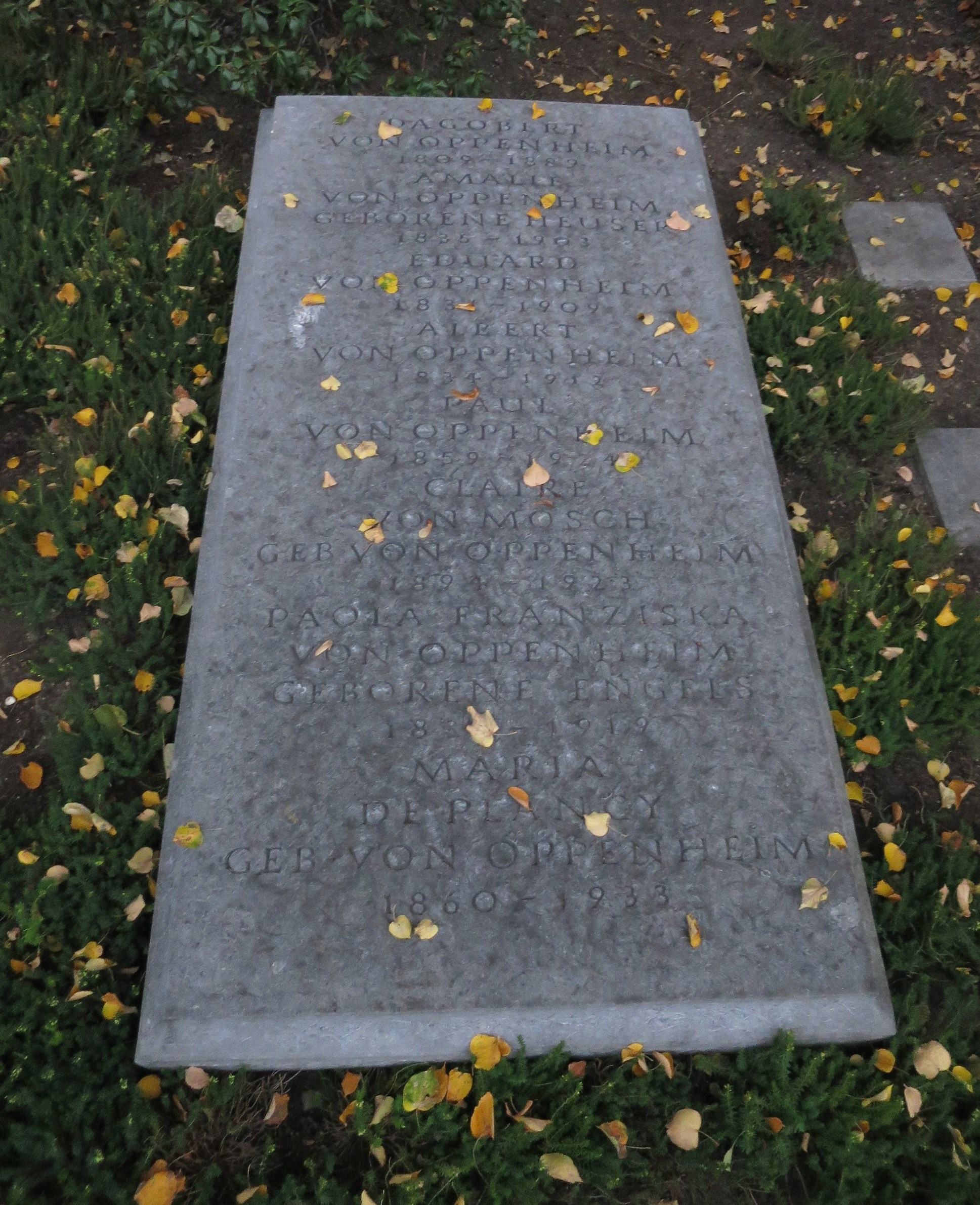
Grabplatte Oppenheims auf Melaten

Seine aktive Zeit als Bankier war von erheblichen Problemen für die Privatbanken geprägt. Sie standen in Konkurrenz zu den wachsenden Großbanken. Im Jahr 1884 wurde das preußische Aktienrecht zu Lasten der Privatbanken geändert. Viele der Aufsichtsratsmandate gingen an die Großbanken verloren. Trotz aller Probleme gelang es den Brüdern Albert und Eduard, die Unabhängigkeit des Bankhauses zu sichern. Am Ende seines Lebens geriet die Bank durch Fehlinvestitionen allerdings in Schwierigkeiten.
Weil der Generationswechsel von der Vätergeneration lange dauerte, hatten die Brüder vor der Übernahme des Geschäfts viel Zeit gehabt, sich um andere Dinge zu kümmern. Albert von Oppenheim entwickelte sich zu einem Kunstkenner und war Besitzer einer der bedeutendsten privaten Gemäldesammlungen im Deutschland seiner Zeit. Deren Grundstock hatte er geerbt und baute ihn weiter aus. Er sammelte niederländische und flämische Meister. Auch Werke von Rembrandt und Peter Paul Rubens gehörten zu seinem Besitz. Daneben sammelte er rheinisches Steinzeug und Elfenbeinarbeiten. Im Jahr 1865 ließ er sein Palais in der Glockengasse 3 in Köln zur Unterbringung seiner Sammlung erweitern. Im Jahr 1884 erwarb er Schloss Ramersdorf. Er war auch an der Gründung des Kunstgewerbemuseums in Köln beteiligt.
Albert von Oppenheim starb 1912 im Alter von 77 Jahren. Er ist mit seiner Frau in der Familiengrabstätte auf dem Kölner Melaten-Friedhof (HWG, zwischen Lit. K+L) bestattet.